# Hiroshi Shiibashi
Hiroshi Shiibashi (椎 桥 寛 Shiibashi Hiroshi, Nacido 6 de junio de 1980, Suita, Osaka, Japón) es un dibujante de manga japonés conocido por el manga Nurarihyon no Mago. Ha trabajado como asistente de Hirohiko Araki en la serie Steel Ball Run.

## Obras
- Nurarihyon no Mago
- Ilegal Rare

- Datos: Q2532959